# Libnotes signaticollis
Libnotes signaticollis är en tvåvingeart som först beskrevs av Frederik Maurits van der Wulp 1895.  Libnotes signaticollis ingår i släktet Libnotes och familjen småharkrankar. Inga underarter finns listade i Catalogue of Life.